# Edgar Wiesemann
Edgar Wiesemann (* 8. Dezember 1927 in Remscheid) ist ein deutscher Schauspieler bei Bühne, Film und Fernsehen.

## Leben und Wirken
Wiesemann erhielt seine künstlerische Ausbildung in der frühen Nachkriegszeit in Bonn. Es folgten ab 1951 Engagements an die Städtischen Bühnen von Münster (1951 bis 1955), ans Staatstheater Oldenburg (1955 bis 1959), die Städtische Bühnen Lübeck (1959 bis 1961), die Kammerspiele Düsseldorf (1961/62), die Komödie Basel (1962 bis 1964) sowie weitere Verpflichtungen nach Hannover, Köln, Hamburg (Kammerspiele) und ans Zürcher Schauspielhaus, wo Wiesemann zwischen 1969 und 1975 engagiert gewesen war und unter anderem Leopold Lindtberg zum Regisseur hatte.
Wiesemann spielte neben klassischen Theaterrollen bevorzugt Charaktere in modernen Stücken. Zu seinen wichtigsten Rollen in jenen frühen Jahren zählen der Puck in Shakespeares Ein Sommernachtstraum, der Fahrer in Walsers Der Abstecher, der Hotz in Frischs Die große Wut des Philipp Hotz, der Mephisto in Goethes Urfaust, der Teufel in Grabbes Scherz, Satire, Ironie und tiefere Bedeutung, die Titelrolle in Camus’ Caligula, der Kratos in Aischylos’ Prometheus, der Richter in Jonsons Volpone, der Rabbi in Bethencourts Der Tag, an dem der Papst gekidnappt wurde und der Schlitzbauch in Zuckmayers Der Rattenfänger.
Darüber hinaus nahm er an zahlreichen Hörspielaufnahmen teil und begann ab 1963 vor Fernsehkameras zu stehen. Vor allem in den 1960er Jahren war Wiesemann mit kleinen bis mittelgroßen Rollen gut beschäftigt, nach 1970 wurden die Fernsehangebote jedoch immer weniger. Dennoch blieb er bis 1989 noch im Geschäft. Danach konzentrierte sich Edgar Wiesemann wieder ganz auf das Theater. In seinen späteren Jahren gehörte er von 1975 bis 1978 dem Ensemble der Städtischen Bühnen Nürnberg an, und von 1978 bis 1994 wirkte er an den Städtischen Bühnen Freiburg. Dort sah man ihn allein in dem Stück Die Apologie des Sokrates über zweihundert Mal.

## Filmografie
- 1963: Im Schatten des Krieges
- 1964: Bürger Schippel
- 1965: Komödie der Irrungen
- 1967: Siedlung Arkadien
- 1967: Der Schpunz
- 1968: Der blaue Strohhut
- 1968: Madame Bovary
- 1969: Zieh den Stecker raus, das Wasser kocht (Fernsehfilm)
- 1969: Die Erben des tollen Bomberg
- 1970: Die Taubenaffäre
- 1974: Sonderdezernat K1 (Fernsehserie) – Hafenhyänen
- 1977: Der Tag, an dem der Papst gekidnappt wurde
- 1985: Tatort: Der Mord danach
- 1986: Der Polenweiher
- 1989: Der letzte Gast